# Monomma puncticolle basale
Monomma puncticolle basale es una subespecie de coleóptero de la familia Monommatidae.

## Distribución geográfica
Habita en Transvaal en (Sudáfrica).